# Seznam medailistů na mistrovství Evropy v boxu
Toto je seznam medailistů v boxu na mistrovství Evropy kterou pořádá European Boxing Confederation (EUBC).

## Lehká muší váha
| Datum | Kat.   | Zlato                     | Stříbro                   | Bronz                         | Bronz                    |
| ----- | ------ | ------------------------- | ------------------------- | ----------------------------- | ------------------------ |
| 1969  | –48 kg | György Gedó (HUN)         | Franco Udella (ITA)       | José Escudero (ESP)           | Roman Rożek (POL)        |
| 1971  | –48 kg | György Gedó (HUN)         | Aurel Mihai (ROU)         | José Escudero (ESP)           | Roman Rożek (POL)        |
| 1973  | –48 kg | Vladyslav Zasypko (URS)   | Bejchan Fučedžiev (BUL)   | Enrique Rodríguez (ESP)       | John Bambrick (SCO)      |
| 1975  | –48 kg | Oleksandr Tkačenko (URS)  | Enrique Rodríguez (ESP)   | Remus Cosma (ROU)             | György Gedó (HUN)        |
| 1977  | –48 kg | Henryk Średnicki (POL)    | Georgi Georgiev (BUL)     | Anatolij Kljujev (URS)        | Philippe Sutcliffe (IRL) |
| 1979  | –48 kg | Šamil Sabirov (URS)       | Dietmar Geilich (GDR)     | András Rózsa (HUN)            | Georgi Georgiev (BUL)    |
| 1981  | –48 kg | Ismail Mustafov (BUL)     | Dietmar Geilich (GDR)     | Gerard Hawkins (IRL)          | Šamil Sabirov (URS)      |
| 1983  | –48 kg | Ismail Mustafov (BUL)     | Salvatore Todisco (ITA)   | Bejbit Esdžanov (URS)         | Mustafa Genç (TUR)       |
| 1985  | –48 kg | René Breitbarth (GDR)     | Ismail Mustafov (BUL)     | Karimdžan Abdirachmanov (URS) | Róbert Isaszegi (HUN)    |
| 1987  | –48 kg | Nišan Munčjan (URS)       | Krasimir Čolakov (BUL)    | Adrian Amzer (ROU)            | Dragan Živadinović (YUG) |
| 1989  | –48 kg | Ivajlo Marinov (BUL)      | Róbert Isaszegi (HUN)     | Nišan Munčjan (URS)           | Jan Quast (GDR)          |
| 1991  | –48 kg | Ivajlo Marinov (BUL)      | Luigi Castiglione (ITA)   | Paul Weir (SCO)               | Pál Lakatos (HUN)        |
| 1993  | –48 kg | Daniel Petrov (BUL)       | Pál Lakatos (HUN)         | Mikko Mantere (FIN)           | Eduard Gajfullin (RUS)   |
| 1996  | –48 kg | Daniel Petrov (BUL)       | Oleh Kyrjuchin (UKR)      | Rafael Lozano (ESP)           | Sabin Bornei (ROU)       |
| 1998  | –48 kg | Sergej Kazakov (RUS)      | Ivanas Stapovičius (LTU)  | Pál Lakatos (HUN)             | Oleh Kyrjuchin (UKR)     |
| 2000  | –48 kg | Valerij Sydorenko (UKR)   | Sergej Kazakov (RUS)      | Pál Lakatos (HUN)             | Marian Velicu (ROU)      |
| 2002  | –48 kg | Sergej Kazakov (RUS)      | Veaceslav Gojan (MDA)     | Rudolf Dydi (SVK)             | Sorin Tănasie (ROU)      |
| 2004  | –48 kg | Sergej Kazakov (RUS)      | Alfonso Pinto (ITA)       | Salim Salimov (BUL)           | Pál Bedák (HUN)          |
| 2006  | –48 kg | Davit Ajrapetjan (RUS)    | Alfonso Pinto (ITA)       | Mumin Veli (MKD)              | Ovanes Danieljan (ARM)   |
| 2008  | –48 kg | Ovanes Danieljan (ARM)    | Kelvin de la Nieve (ESP)  | István Ungvári (HUN)          | Ferhat Pehlivan (TUR)    |
| 2010  | –48 kg | Patrick Barnes (IRL)      | Elvin Mamišzada (AZE)     | Ovanes Danieljan (ARM)        | Kelvin de la Nieve (ESP) |
| 2011  | –49 kg | Salman Alizada (AZE)      | Belik Galanov (RUS)       | Georgi Andonov (BUL)          | Charles Edwards (ENG)    |
| 2013  | –49 kg | Davit Ajrapetjan (RUS)    | Patrick Barnes (IRL)      | John Bateson (ENG)            | Salman Alizada (AZE)     |
| 2015  | –49 kg | Vasilij Jegorov (RUS)     | Harvey Horn (GBR)         | Tinko Banabakov (BUL)         | Rufat Husejnov (AZE)     |
| 2017  | –49 kg | Vasilij Jegorov (RUS)     | Galal Yafai (ENG)         | Jevgenij Kormilčik (BLR)      | Samuel Carmona (ESP)     |
| 2019  | –49 kg | Artur Ovanesjan (ARM)     | Sachil Alachverdovi (GEO) | Regan Daly (IRL)              | Federico Serra (ITA)     |
| 2022  | –48 kg | Sachil Alachverdovi (GEO) | Ergünal Sabri (BUL)       | Jakub Słomiński (POL)         | Leonardo Esposito (ITA)  |
| 2024  | –48 kg | [[]] ([[Země\|]])         | [[]] ([[Země\|]])         | [[]] ([[Země\|]])             | [[]] ([[Země\|]])        |

## Muší váha
| Datum | Kat.     | Zlato                          | Stříbro                      | Bronz                      | Bronz                     |
| ----- | -------- | ------------------------------ | ---------------------------- | -------------------------- | ------------------------- |
| 1925  | –50,8 kg | Émile Pladner (FRA)            | William James (ENG)          | Karl Schulze (GER)         | Karl Schulze (GER)        |
| 1927  | –50,8 kg | Lennart Bohman (SWE)           | Antal Kocsis (HUN)           | Heinz Brofazi (GER)        | Heinz Brofazi (GER)       |
| 1930  | –50,8 kg | István Énekes (HUN)            | Mieczysław Forlański (POL)   | Carlo Trombetta (ITA)      | Carlo Trombetta (ITA)     |
| 1934  | –50,8 kg | Patrick Palmer (ENG)           | Frigyes Kubinyi (HUN)        | Szapsel Rotholc (POL)      | Szapsel Rotholc (POL)     |
| 1937  | –50,8 kg | Vilmos Énekes (HUN)            | Edmund Sobkowiak (POL)       | Gavino Matta (ITA)         | Gavino Matta (ITA)        |
| 1939  | –50,8 kg | Ulderico Sergo (ITA)           | Miksa Bondi (HUN)            | Erich Wilke (GER)          | Erich Wilke (GER)         |
| 1947  | –50,8 kg | Luis Martínez (ESP)            | James Clinton (SCO)          | František Majdloch (TCH)   | František Majdloch (TCH)  |
| 1949  | –50,8 kg | Janusz Kasperczak (POL)        | József Bednai (HUN)          | Hans Schmöller (AUT)       | Hans Schmöller (AUT)      |
| 1951  | –51 kg   | Aristide Pozzali (ITA)         | Hendrik van der Zee (NED)    | Antoine Martin (FRA)       | Pentti Hämäläinen (FIN)   |
| 1953  | –51 kg   | Henryk Kukier (POL)            | František Majdloch (TCH)     | Giacomo Spano (ITA)        | Anatolij Bulakov (URS)    |
| 1955  | –51 kg   | Edgar Basel (FRG)              | Mircea Dobrescu (ROU)        | Henryk Kukier (POL)        | Wolfgang Behrendt (GDR)   |
| 1957  | –51 kg   | Manfred Homberg (FRG)          | Mircea Dobrescu (ROU)        | Peter Davies (WAL)         | René Libeer (FRA)         |
| 1959  | –51 kg   | Manfred Homberg (FRG)          | Gyula Török (HUN)            | Adam McClean (IRL)         | Vladimir Stolnikov (URS)  |
| 1961  | –51 kg   | Paolo Vacca (ITA)              | Vladimir Stolnikov (URS)     | Fritz Chervet (SUI)        | Otto Babiasch (GDR)       |
| 1963  | –51 kg   | Viktor Bystrov (URS)           | Stefan Panajotov (BUL)       | Constantin Ciuca (ROU)     | Paolo Vacca (ITA)         |
| 1965  | –51 kg   | Hans Freistadt (FRG)           | Hubert Skrzypczak (POL)      | John McCluskey (SCO)       | Constantin Ciucă (ROU)    |
| 1967  | –51 kg   | Hubert Skrzypczak (POL)        | Constantin Ciucă (ROU)       | Pjotr Gorbatov (URS)       | Engan Yadigar (TUR)       |
| 1969  | –51 kg   | Constantin Ciucă (ROU)         | Nikolaj Novikov (URS)        | Filippo Grasso (ITA)       | Artur Olech (POL)         |
| 1971  | –51 kg   | Juan Francisco Rodríguez (ESP) | Leszek Błażyński (POL)       | Neil McLaughlin (IRL)      | Constantin Gruiescu (ROU) |
| 1973  | –51 kg   | Constantin Gruiescu (ROU)      | Vicente Rodríguez (ESP)      | Gerd Schubert (FRG)        | Nikolaj Lodin (URS)       |
| 1975  | –51 kg   | Vladyslav Zasypko (URS)        | Constantin Gruiescu (ROU)    | Charles Magri (ENG)        | Sándor Orbán (HUN)        |
| 1977  | –51 kg   | Leszek Błażyński (POL)         | Oleksandr Tkačenko (URS)     | Nuri Eroğlu (TUR)          | Plamen Kamburov (BUL)     |
| 1979  | –51 kg   | Henryk Średnicki (POL)         | Daniel Radu (ROU)            | Alexandr Dugarov (URS)     | Frank Kegebein (GDR)      |
| 1981  | –51 kg   | Petar Lesov (BUL)              | Constantin Titoiu (ROU)      | Jarmo Eskelinen (FIN)      | Bogdan Maczuga (POL)      |
| 1983  | –51 kg   | Petar Lesov (BUL)              | János Váradi (HUN)           | Rašid Kabirov (URS)        | Constantin Titoiu (ROU)   |
| 1985  | –51 kg   | Dieter Berg (GDR)              | Andrea Mannai (ITA)          | Shawn Casey (IRL)          | Krasimir Čolakov (BUL)    |
| 1987  | –51 kg   | Andreas Tews (GDR)             | János Váradi (HUN)           | Andrea Mannai (ITA)        | Johnny Bredahl (DEN)      |
| 1989  | –51 kg   | Jurij Arbačakov (URS)          | János Váradi (HUN)           | Krzysztof Wróblewski (POL) | Krasimir Čolakov (BUL)    |
| 1991  | –51 kg   | István Kovács (HUN)            | Mario Loch (GER)             | Daniel Petrov (BUL)        | Valentin Barbu (ROU)      |
| 1993  | –51 kg   | Rovšan Husejnov (AZE)          | Rico Kubat (GER)             | Vladislav Najman (ISR)     | Kadir Yıldırım (TUR)      |
| 1996  | –51 kg   | Albert Pakejev (RUS)           | Julian Strogov (BUL)         | Serhij Kovhanko (UKR)      | Damaen Kelly (IRL)        |
| 1998  | –51 kg   | Volodymyr Sydorenko (UKR)      | Ilfat Razjapov (RUS)         | Ramaz Gazašvili (GEO)      | Vachtang Darčinjan (ARM)  |
| 2000  | –51 kg   | Volodymyr Sydorenko (UKR)      | Bogdan Dobrescu (ROU)        | Sevdalin Christov (BUL)    | Juho Tolppola (FIN)       |
| 2002  | –51 kg   | Georgij Balakšin (RUS)         | Aleksandar Aleksandrov (BUL) | Jérôme Thomas (FRA)        | Igor Samoilenco (MDA)     |
| 2004  | –51 kg   | Georgij Balakšin (RUS)         | Nikoloz Izorija (GEO)        | Andrzej Rżany (POL)        | Rustam Rahimov (GER)      |
| 2006  | –51 kg   | Georgij Balakšin (RUS)         | Samir Mammadov (AZE)         | Jérôme Thomas (FRA)        | Batmönch Vankejev (BLR)   |
| 2008  | –51 kg   | Georgij Čyhajev (UKR)          | Salomo N'Tuve (SWE)          | Veli Mumin (MKD)           | Alexandru Rîșcan (MDA)    |
| 2010  | –51 kg   | Michail Alojan (RUS)           | Khalid Yafai (ENG)           | Vincenzo Picardi (ITA)     | Ronny Beblik (GER)        |
| 2011  | –52 kg   | Andrew Selby (WAL)             | Georgij Balakšin (RUS)       | Alexandru Rîșcan (MDA)     | Vincenzo Picardi (ITA)    |
| 2013  | –52 kg   | Andrew Selby (WAL)             | Michael Conlan (IRL)         | Elvin Mamišzada (AZE)      | Ovik Ogannisjan (RUS)     |
| 2015  | –52 kg   | Daniel Asenov (BUL)            | Muhammad Ali (GBR)           | Nándor Csóka (HUN)         | Kelvin de la Nieve (ESP)  |
| 2017  | –52 kg   | Daniel Asenov (BUL)            | Niall Farrell (ENG)          | Brendan Irvine (IRL)       | Dmytro Zamotajev (UKR)    |
| 2019  | –52 kg   | Gabriel Escobar (ESP)          | Daniel Asenov (BUL)          | Manuel Cappai (ITA)        | Galal Yafai (GBR)         |
| 2022  | –51 kg   | Martín Molina (ESP)            | Kiaran MacDonald (ENG)       | Dmytro Zamotajev (UKR)     | Federico Serra (ITA)      |
| 2024  | –51 kg   | [[]] ([[Země\|]])              | [[]] ([[Země\|]])            | [[]] ([[Země\|]])          | [[]] ([[Země\|]])         |

## Bantamová váha
| Datum | Kat.     | Zlato                     | Stříbro                    | Bronz                         | Bronz                        |
| ----- | -------- | ------------------------- | -------------------------- | ----------------------------- | ---------------------------- |
| 1925  | –53,5 kg | Archibald Rule (ENG)      | Franz Dübbers (GER)        | Axel Norman (NOR)             | Axel Norman (NOR)            |
| 1927  | –53,5 kg | Kurt Dalchow (GER)        | Gaetano Lanzi (ITA)        | Bobby Spunner (AUT)           | Bobby Spunner (AUT)          |
| 1930  | –53,5 kg | János Széles (HUN)        | Marin Plaesu (ROU)         | Edelweis Rodriguez (ITA)      | Edelweis Rodriguez (ITA)     |
| 1934  | –53,5 kg | István Énekes (HUN)       | Stig Cederberg (SWE)       | Tadeusz Rogalski (POL)        | Tadeusz Rogalski (POL)       |
| 1937  | –53,5 kg | Ulderico Sergo (ITA)      | Anton Osca (ROU)           | Veikko Huuskonen (FIN)        | Veikko Huuskonen (FIN)       |
| 1939  | –53,5 kg | Ulderico Sergo (ITA)      | Miksa Bondi (HUN)          | Erich Wilke (GER)             | Erich Wilke (GER)            |
| 1947  | –53,5 kg | László Bogács (HUN)       | Bertil Ahlin (SWE)         | Albert Sanderson (ENG)        | Albert Sanderson (ENG)       |
| 1949  | –53,5 kg | Giovanni Zuddas (ITA)     | Henning Jensen (DEN)       | Salvador Vangi (FRA)          | Salvador Vangi (FRA)         |
| 1951  | –54 kg   | Vincenzo Dall'Osso (ITA)  | William Kelly (IRL)        | János Erdei (HUN)             | Hermann Mazurkiewitsch (AUT) |
| 1953  | –54 kg   | Zenon Stefaniuk (POL)     | Boris Stěpanov (URS)       | Nicolae Mandreanu (ROU)       | John McNally (IRL)           |
| 1955  | –54 kg   | Zenon Stefaniuk (POL)     | Boris Stěpanov (URS)       | Wolfgang Schwarz (FRG)        | Daniel Hellebuyck (BEL)      |
| 1957  | –54 kg   | Oleg Grigorijev (URS)     | Gianfranco Piovesani (ITA) | Peter Goschka (FRG)           | Thomas Morrisey (SCO)        |
| 1959  | –54 kg   | Horst Rascher (FRG)       | Oleg Grigorijev (URS)      | Miodrag Mitrović (YUG)        | Zygmunt Zawadzki (POL)       |
| 1961  | –54 kg   | Sergej Sivko (URS)        | Piotr Gutman (POL)         | Nicolae Puiu (ROU)            | Primo Zamparini (ITA)        |
| 1963  | –54 kg   | Oleg Grigorijev (URS)     | Branislav Petrić (YUG)     | Reiner Poser (GDR)            | Nicolae Puiu (ROU)           |
| 1965  | –54 kg   | Oleg Grigorijev (URS)     | Jan Gałązka (POL)          | Nicolae Gîju (ROU)            | Horst Rascher (FRG)          |
| 1967  | –54 kg   | Nicolae Gîju (ROU)        | Horst Rascher (FRG)        | Nikola Savov (BUL)            | Bruno Pieracci (ITA)         |
| 1969  | –54 kg   | Aurel Dumitrescu (ROU)    | Aldo Cosentino (FRA)       | Michael Piner (ENG)           | Michael Dowling (IRL)        |
| 1971  | –54 kg   | Tibor Badari (HUN)        | Alexandr Melnikov (URS)    | Aurel Dumitrescu (ROU)        | Michael Dowling (IRL)        |
| 1973  | –54 kg   | Aldo Cosentino (FRA)      | Mircea Tone (ROU)          | Krzysztof Madej (POL)         | Dimitar Milev (BUL)          |
| 1975  | –54 kg   | Viktor Rybakov (URS)      | Čačo Andrejkovski (BUL)    | Mircea Tone (ROU)             | Milan Piskač (TCH)           |
| 1977  | –54 kg   | Stefan Förster (GDR)      | Teodor Dinu (ROU)          | Manfred König (FRG)           | Dimitar Pechlivanov (BUL)    |
| 1979  | –54 kg   | Nikolaj Chrapcov (URS)    | Dimitar Pechlivanov (BUL)  | Georg Vlachos (FRG)           | Philippe Sutcliffe (IRL)     |
| 1981  | –54 kg   | Viktor Mirošnyčenko (URS) | Sami Buzoli (YUG)          | Dumitru Cipere (ROU)          | Stefan Gertel (FRG)          |
| 1983  | –54 kg   | Yurij Alexandrov (URS)    | Sami Buzoli (YUG)          | Klaus-Dieter Kirchstein (GDR) | Pavol Madura (TCH)           |
| 1985  | –54 kg   | Ljubiša Simić (YUG)       | Aleksandar Christov (BUL)  | Tibor Botos (HUN)             | Jarmo Eskelinen (FIN)        |
| 1987  | –54 kg   | Aleksandar Christov (BUL) | Jurij Alexandrov (URS)     | Jimmy Mayanja (SWE)           | René Breitbarth (GDR)        |
| 1989  | –54 kg   | Serafim Todorov (BUL)     | Timofei Screabin (URS)     | Dieter Berg (GDR)             | Robert Ciba (POL)            |
| 1991  | –54 kg   | Serafim Todorov (BUL)     | Miguel Dias (NED)          | Jimmy Mayanja (SWE)           | Andreas Tews (GER)           |
| 1993  | –54 kg   | Raimkul Malachbekov (RUS) | Robert Ciba (POL)          | István Kovács (HUN)           | Claudiu Cristache (ROU)      |
| 1996  | –54 kg   | István Kovács (HUN)       | Raimkul Malachbekov (RUS)  | John Hamid Larbi (SWE)        | Aleksandar Christov (BUL)    |
| 1998  | –54 kg   | Serhij Danylčenko (UKR)   | Marian Alexandru (ROU)     | Raimkul Malachbekov (RUS)     | Reidar Walstad (NOR)         |
| 2000  | –54 kg   | Agasi Ağagüloğlu (TUR)    | Raimkul Malachbekov (RUS)  | György Farkas (HUN)           | Aram Ramazjan (ARM)          |
| 2002  | –54 kg   | Chavadž Chacygov (BLR)    | Gennadij Kovaljov (RUS)    | Waldemar Cucereanu (ROU)      | Ali Hallab (FRA)             |
| 2004  | –54 kg   | Gennadij Kovaljov (RUS)   | Ali Hallab (FRA)           | Andrzej Liczik (POL)          | Detelin Dalakliev (BUL)      |
| 2006  | –54 kg   | Ali Alijev (RUS)          | Detelin Dalakliev (BUL)    | Zsolt Bedák (HUN)             | Mirsad Ahmeti (CRO)          |
| 2008  | –54 kg   | Luke Campbell (ENG)       | Detelin Dalakliev (BUL)    | Andrew Selby (WAL)            | Děnis Makarov (GER)          |
| 2010  | –54 kg   | Eduard Abzalimov (RUS)    | Georgij Čyhajev (UKR)      | Andrew Selby (WAL)            | Gamal Yafai (ENG)            |
| 2011  | –56 kg   | Veaceslav Gojan (MDA)     | Dmitriij Poljanskij (RUS)  | Răzvan Andreiana (ROU)        | Furkan Memiş Ulaş (TUR)      |
| 2013  | –56 kg   | John Joe Nevin (IRL)      | Mykola Bucenko (UKR)       | Vladimir Nikitin (RUS)        | Aram Avagjan (ARM)           |
| 2015  | –56 kg   | Michael Conlan (IRL)      | Qais Ashfaq (GBR)          | Francesco Maietta (ITA)       | Aram Avagjan (ARM)           |
| 2017  | –56 kg   | Peter McGrail (ENG)       | Mykola Bucenko (UKR)       | José Quiles (ESP)             | Kurt Walker (IRL)            |
| 2019  | –56 kg   | Kurt Walker (IRL)         | Mykola Bucenko (UKR)       | Peter McGrail (GBR)           | Sharafa Raman (GER)          |
| 2022  | –54 kg   | Billal Bennama (FRA)      | Dylan Eagleson (IRL)       | Manuel Cappai (ITA)           | Daniel Asenov (BUL)          |
| 2024  | –54 kg   | [[]] ([[Země\|]])         | [[]] ([[Země\|]])          | [[]] ([[Země\|]])             | [[]] ([[Země\|]])            |

## Pérová váha
| Datum | Kat.     | Zlato                     | Stříbro                    | Bronz                      | Bronz                       |
| ----- | -------- | ------------------------- | -------------------------- | -------------------------- | --------------------------- |
| 1925  | –57,2 kg | Oscar Andren (SWE)        | Jakob Domgörgen (GER)      | Richardt Madsen (DEN)      | Richardt Madsen (DEN)       |
| 1927  | –57,2 kg | Franz Dübbers (GER)       | Harry Wolff (SWE)          | Miklós Gelbai (HUN)        | Miklós Gelbai (HUN)         |
| 1930  | –57,2 kg | Gyula Szabó (HUN)         | Cesare Saracini (ITA)      | Nicolae Carata (ROU)       | Nicolae Carata (ROU)        |
| 1934  | –57,2 kg | Otto Kästner (GER)        | Dezső Frigyes (HUN)        | Mieczysław Forlański (POL) | Mieczysław Forlański (POL)  |
| 1937  | –57,2 kg | Aleksander Polus (POL)    | Federico Cortonesi (ITA)   | Gyula Szabó (HUN)          | Gyula Szabó (HUN)           |
| 1939  | –57,2 kg | Patrick Dowdall (IRL)     | Antoni Czortek (POL)       | Lambert Genot (BEL)        | Lambert Genot (BEL)         |
| 1947  | –57,2 kg | Kurt Kreuger (SWE)        | Peter Maguire (IRL)        | Jules van Dijk (BEL)       | Jules van Dijk (BEL)        |
| 1949  | –57,2 kg | Jacques Bataille (FRA)    | Louis van Hoeck (BEL)      | David Connell (IRL)        | David Connell (IRL)         |
| 1951  | –57 kg   | Joseph Ventaja (FRA)      | Kosta Leković (YUG)        | István Kisfalvi (HUN)      | Åke Wärnström (SWE)         |
| 1953  | –57 kg   | Józef Kruża (POL)         | Alexandr Zasuchin (URS)    | Stevan Redli (YUG)         | Hans-Peter Mehling (FRG)    |
| 1955  | –57 kg   | Thomas Nicholls (ENG)     | Alexandr Zasuchin (URS)    | Pentti Hamalainen (FIN)    | Hans-Peter Mehling (FRG)    |
| 1957  | –57 kg   | Dimitar Velinov (BUL)     | Mario Sitri (ITA)          | Kazimierz Boczarski (POL)  | Vladimir Safronov (URS)     |
| 1959  | –57 kg   | Jerzy Adamski (POL)       | Peter Goschka (FRG)        | André Iuncker (FRA)        | Orhan Tuş (TUR)             |
| 1961  | –57 kg   | Francis Taylor (ENG)      | Alexej Zasuchin (URS)      | Heinz Schulz (GDR)         | Constantin Gheorghiu (ROU)  |
| 1963  | –57 kg   | Stanislav Stěpaškin (URS) | Giovanni Girgenti (ITA)    | Jerzy Adamski (POL)        | Andrei Olteanu (ROU)        |
| 1965  | –57 kg   | Stanislav Stěpaškin (URS) | Brunon Bendig (POL)        | Wolfgang Hübner (GDR)      | Kenneth Buchanan (SCO)      |
| 1967  | –57 kg   | Ryszard Petek (POL)       | Seyfi Tatar (TUR)          | Jean de Souza (FRA)        | Ivan Michailov (BUL)        |
| 1969  | –57 kg   | László Orbán (HUN)        | Seyfi Tatar (TUR)          | Ivan Michailov (BUL)       | Alan Richardson (ENG)       |
| 1971  | –57 kg   | Ryszard Tomczyk (POL)     | András Botos (HUN)         | Gabriel Pometcu (ROU)      | Brendan McCarthy (IRL)      |
| 1973  | –57 kg   | Stefan Förster (GDR)      | Zoran Jovanović (YUG)      | Heikki Villander (FIN)     | Gabriel Pometcu (ROU)       |
| 1975  | –57 kg   | Tibor Badari (HUN)        | Bratislav Ristić (YUG)     | Antonio Rubio (ESP)        | Patrick Cowdell (ENG)       |
| 1977  | –57 kg   | Richard Nowakowski (GDR)  | Roman Gotfryd (POL)        | Viktor Rybakov (URS)       | Titi Tudor (ROU)            |
| 1979  | –57 kg   | Viktor Rybakov (URS)      | Čačo Andrejkovski (BUL)    | Kazimierz Przybylski (POL) | Carlo Russollilo (ITA)      |
| 1981  | –57 kg   | Richard Nowakowski (GDR)  | Krzysztof Kosedowski (POL) | Róbert Gönczi (HUN)        | Serik Nurkazov (URS)        |
| 1983  | –57 kg   | Serik Nurkazov (URS)      | Plamen Kamburov (BUL)      | Róbert Gönczi (HUN)        | Frank Rauschning (GDR)      |
| 1985  | –57 kg   | Samson Chačaturjan (URS)  | Dragan Konovalov (YUG)     | Jari Grönroos (FIN)        | Tomasz Nowak (POL)          |
| 1987  | –57 kg   | Mechak Gazarjan (URS)     | László Szőke (HUN)         | Jarmo Eskelinen (FIN)      | Regilio Tuur (NED)          |
| 1989  | –57 kg   | Kirkor Kirkorov (BUL)     | Marco Rudolph (GDR)        | Rafał Rudzki (POL)         | Sandro Casamonica (ITA)     |
| 1991  | –57 kg   | Paul Griffin (IRL)        | Fuat Gatin (URS)           | Alan Vaughan (ENG)         | Djamel Lifa (FRA)           |
| 1993  | –57 kg   | Serafim Todorov (BUL)     | Ramaz Palijani (GEO)       | Vjačeslav Vlasov (RUS)     | Paul Griffin (IRL)          |
| 1996  | –57 kg   | Ramaz Palijani (RUS)      | Serafim Todorov (BUL)      | David Burke (ENG)          | Scott Harrison (SCO)        |
| 1998  | –57 kg   | Ramaz Palijani (TUR)      | Artjom Simonjan (ARM)      | Sajan Sančat (RUS)         | János Nagy (HUN)            |
| 2000  | –57 kg   | Ramaz Palijani (TUR)      | Boris Georgiev (BUL)       | Falk Huste (GER)           | Alexej Vorobjov (BLR)       |
| 2002  | –57 kg   | Raimkul Malachbekov (RUS) | Šahin Imranov (AZE)        | Viorel Simion (ROU)        | Konstantine Kupatadze (GEO) |
| 2004  | –57 kg   | Vitalij Tajbert (GER)     | Khedafi Djelkhir (FRA)     | Michail Bernadskij (BLR)   | Konstantine Kupatadze (GEO) |
| 2006  | –57 kg   | Albert Selimov (RUS)      | Šahin Imranov (AZE)        | Stephen Smith (ENG)        | Alexej Šajdullin (BUL)      |
| 2008  | –57 kg   | Vasyl Lomačenko (UKR)     | Araik Ambarcumov (RUS)     | Bashir Hassan (SWE)        | Hicham Ziouti (FRA)         |
| 2010  | –57 kg   | Děnis Makarov (GER)       | Iain Weaver (ENG)          | Sergej Kunicyn (BLR)       | Tyrone McCullough (IRL)     |
| 2022  | –57 kg   | Vasile Usturoi (BEL)      | Artur Bazejan (ARM)        | Michele Baldassi (ITA)     | Javier Ibáñez (BUL)         |
| 2024  | –57 kg   | [[]] ([[Země\|]])         | [[]] ([[Země\|]])          | [[]] ([[Země\|]])          | [[]] ([[Země\|]])           |

## Lehká váha
| Datum | Kat.     | Zlato                      | Stříbro                   | Bronz                       | Bronz                     |
| ----- | -------- | -------------------------- | ------------------------- | --------------------------- | ------------------------- |
| 1925  | –61,2 kg | Selfrid Johansson (SWE)    | Signaller Viney (ENG)     | Arne Sande (DEN)            | Arne Sande (DEN)          |
| 1927  | –61,2 kg | Jacob Domgörgen (GER)      | Arne Sande (DEN)          | Gunnar Berggren (SWE)       | Gunnar Berggren (SWE)     |
| 1930  | –61,2 kg | Mario Bianchini (ITA)      | Sándor Szobolevszky (HUN) | Kaarlo Väkevä (FIN)         | Kaarlo Väkevä (FIN)       |
| 1934  | –61,2 kg | Mario Facchin (ITA)        | Imre Harangi (HUN)        | Karl Schmedes (GER)         | Karl Schmedes (GER)       |
| 1937  | –61,2 kg | Herbert Nürnberg (GER)     | Nikolaj Stěpulov (EST)    | Mario Facchin (ITA)         | Mario Facchin (ITA)       |
| 1939  | –61,2 kg | Herbert Nürnberg (GER)     | Harald Kanepi (EST)       | Zbigniew Kowalski (POL)     | Zbigniew Kowalski (POL)   |
| 1947  | –61,2 kg | Joseph Vissers (BEL)       | Roger Baour (FRA)         | Svend Wad (DEN)             | Svend Wad (DEN)           |
| 1949  | –61,2 kg | Michael McCullagh (IRL)    | Mohamed Ammi (FRA)        | Pavle Šovljanski (YUG)      | Pavle Šovljanski (YUG)    |
| 1951  | –60 kg   | Bruno Visintin (ITA)       | István Juhász (HUN)       | Milivoje Bulat (YUG)        | David Connell (IRL)       |
| 1953  | –60 kg   | Vladimir Jengibarjan (URS) | István Juhász (HUN)       | Aleksy Antkiewicz (POL)     | Pentti Niinivuori (FIN)   |
| 1955  | –60 kg   | Harry Kurschat (FRG)       | Dervíš Mustafa (EGY)      | Ilija Lukić (YUG)           | Pentti Rautiainen (FIN)   |
| 1957  | –60 kg   | Kazimierz Paździor (POL)   | Olli Mäki (FIN)           | Horst Herper (FRG)          | John Kidd (SCO)           |
| 1959  | –60 kg   | Olli Mäki (FIN)            | Dimitar Velinov (BUL)     | Iosif Mihalic (ROU)         | Ferenc Kellner (HUN)      |
| 1961  | –60 kg   | Richard McTaggart (SCO)    | Petar Benedek (YUG)       | Paul Warwick (ENG)          | János Kajdi (HUN)         |
| 1963  | –60 kg   | János Kajdi (HUN)          | Boris Nikanorov (URS)     | Antero Halonen (FIN)        | Giuseppe Sabri (ITA)      |
| 1965  | –60 kg   | Vilikton Barannikov (URS)  | Józef Grudzień (POL)      | James McCourt (IRL)         | Antoniu Vasile (ROU)      |
| 1967  | –60 kg   | Józef Grudzień (POL)       | Zvonimir Vujin (YUG)      | Dieter Dunkel (GDR)         | László Gula (HUN)         |
| 1969  | –60 kg   | Calistrat Cuțov (ROU)      | Stojan Piličev (BUL)      | Sergej Lomakin (URS)        | Ryszard Petek (POL)       |
| 1971  | –60 kg   | Jan Szczepański (POL)      | Vasile Antoniu (ROU)      | László Orbán (HUN)          | Nikolaj Chromov (URS)     |
| 1973  | –60 kg   | Simion Cuţov (ROU)         | Ryszard Tomczyk (POL)     | Wolfgang Schoth (FRG)       | Günter Radowski (GDR)     |
| 1975  | –60 kg   | Simion Cuţov (ROU)         | Valerij Lvov (URS)        | Ryszard Tomczyk (POL)       | András Botos (HUN)        |
| 1977  | –60 kg   | Ace Rusevski (YUG)         | Christian Zornow (GDR)    | Abdel Kerzazi (FRA)         | René Weller (FRG)         |
| 1979  | –60 kg   | Viktor Děmjaněnko (URS)    | René Weller (FRG)         | Ilie Dragomir (ROU)         | Richard Nowakowski (GDR)  |
| 1981  | –60 kg   | Viktor Rybakov (URS)       | Carlo Russollilo (ITA)    | Frédéric Geoffroy (FRA)     | Vesa Wiik (FIN)           |
| 1983  | –60 kg   | Emil Čuprenski (BUL)       | Carlo Russollilo (ITA)    | Tibor Puha (TCH)            | Viktor Děmjaněnko (URS)   |
| 1985  | –60 kg   | Emil Čuprenski (BUL)       | Torsten Koch (GDR)        | Jose Tuominen (FIN)         | Nurlan Abdikalykov (URS)  |
| 1987  | –60 kg   | Orzubek Nazarov (URS)      | Emil Čuprenski (BUL)      | Daniel Maeran (ROU)         | Michele Caldarella (ITA)  |
| 1989  | –60 kg   | Konstantin Czju (URS)      | Daniel Dumitrescu (ROU)   | David Anderson (SCO)        | Giorgio Campanella (ITA)  |
| 1991  | –60 kg   | Vasile Nistor (ROU)        | Ajrat Chammatov (URS)     | Marco Rudolph (GER)         | Tončo Tončev (BUL)        |
| 1993  | –60 kg   | Jacek Bielski (POL)        | Tibor Rafael (CZE)        | Mechak Gazarjan (ARM)       | Pa'ata Gvasalija (GEO)    |
| 1996  | –60 kg   | Leonard Doroftei (ROU)     | Tončo Tončev (BUL)        | Christian Giantomassi (ITA) | Vahdettin İşsever (TUR)   |
| 1998  | –60 kg   | Kay Huste (GER)            | Ijakob Gogoladze (GEO)    | Artur Gevorgjan (ARM)       | Tigran Uzljan (GRE)       |
| 2000  | –60 kg   | Alexandr Maletin (RUS)     | Filip Palić (CRO)         | Selim Palijani (TUR)        | Norman Schuster (GER)     |
| 2002  | –60 kg   | Alexandr Maletin (RUS)     | Boris Georgiev (BUL)      | Michele Di Rocco (ITA)      | Selçuk Aydın (TUR)        |
| 2004  | –60 kg   | Dimitar Štiljanov (BUL)    | Selçuk Aydın (TUR)        | Gyula Káté (HUN)            | Domenico Valentino (ITA)  |
| 2006  | –60 kg   | Alexej Tiščenko (RUS)      | Haračik Džavachjan (ARM)  | Vazgen Safarjanc (BLR)      | Oleksandr Kljuško (UKR)   |
| 2008  | –60 kg   | Leonid Kostylev (RUS)      | Vazgen Safarjanc (BLR)    | Miklós Varga (HUN)          | Ross Hickey (IRL)         |
| 2010  | –60 kg   | Albert Selimov (RUS)       | Thomas Stalker (ENG)      | Eugen Burhard (GER)         | Eric Donovan (IRL)        |
| 2011  | –60 kg   | Fatih Keleş (TUR)          | Domenico Valentino (ITA)  | Vladimer Saruanjan (ARM)    | Volodymyr Matvijčuk (UKR) |
| 2013  | –60 kg   | Pavlo Iščenko (UKR)        | Vazgen Safarjanc (BLR)    | Dmitrij Poljanskij (RUS)    | Miklós Varga (HUN)        |
| 2015  | –60 kg   | Joseph Cordina (WAL)       | Otar Jeranosjani (GEO)    | Enrico Lacruz (NED)         | Elian Dimitrov (BUL)      |
| 2017  | –60 kg   | Jurij Šestak (UKR)         | Gabil Mamedov (RUS)       | Callum French (ENG)         | Pavlo Iščenko (ISR)       |
| 2019  | –60 kg   | Dmitrij Asanov (BLR)       | Gabil Mamedov (RUS)       | Karen Tonakanjan (ARM)      | Otar Jeranosjani (GEO)    |
| 2022  | –60 kg   | Artuš Gomcjani (GEO)       | José Quiles (ESP)         | Roland Veres (HUN)          | Jurij Šestak (UKR)        |
| 2024  | –60 kg   | [[]] ([[Země\|]])          | [[]] ([[Země\|]])         | [[]] ([[Země\|]])           | [[]] ([[Země\|]])         |

## Lehká velterová váha
| Datum | Kat.     | Zlato                      | Stříbro                   | Bronz                      | Bronz                        |
| ----- | -------- | -------------------------- | ------------------------- | -------------------------- | ---------------------------- |
| 1951  | –63,5 kg | Herbert Schilling (FRG)    | Marcello Padovani (ITA)   | Peter Müller (SUI)         | Terence Milligan (IRL)       |
| 1953  | –63,5 kg | Leszek Drogosz (POL)       | Terence Milligan (IRL)    | Béla Szakács (HUN)         | Francisc Ambrus (ROU)        |
| 1955  | –63,5 kg | Leszek Drogosz (POL)       | Pál Budai (HUN)           | Vladimir Jengibarjan (URS) | Hans Petersen (DEN)          |
| 1957  | –63,5 kg | Vladimir Jengibarjan (URS) | Walter Ivanuš (TCH)       | Ilija Lukić (YUG)          | Zygmunt Milewski (POL)       |
| 1959  | –63,5 kg | Vladimir Jengibarjan (URS) | Piero Brandi (ITA)        | István Juhász (HUN)        | Rupert König (AUT)           |
| 1961  | –63,5 kg | Aloizs Tumiņš (URS)        | Ljubiša Mehović (YUG)     | Pierre Cosentino (FRA)     | Marian Kasprzyk (POL)        |
| 1963  | –63,5 kg | Jerzy Kulej (POL)          | Aloizs Tumiņš (URS)       | Bruno Arcari (ITA)         | Gerhard Dieter (FRG)         |
| 1965  | –63,5 kg | Jerzy Kulej (POL)          | Preben Rasmussen (DEN)    | Ermano Fasoli (ITA)        | Rupert König (AUT)           |
| 1967  | –63,5 kg | Valerij Frolov (URS)       | Jerzy Kulej (POL)         | János Kajdi (HUN)          | Peter Tiepold (GDR)          |
| 1969  | –63,5 kg | Valerij Frolov (URS)       | Petar Stojčev (BUL)       | Bogdan Jakubowski (POL)    | Giambattista Capretti (ITA)  |
| 1971  | –63,5 kg | Ulrich Beyer (GDR)         | Calistrat Cuțov (ROU)     | Michael Kingwell (ENG)     | Erik Sivebaeck (DEN)         |
| 1973  | –63,5 kg | Marijan Beneš (YUG)        | Anatolij Kamněv (URS)     | László Juhász (HUN)        | Ulrich Beyer (GDR)           |
| 1975  | –63,5 kg | Valerij Limasov (URS)      | József Nagy (HUN)         | Ulrich Beyer (GDR)         | Bajram Hasani (YUG)          |
| 1977  | –63,5 kg | Bogdan Gajda (POL)         | Ulrich Beyer (GDR)        | Mehmet Bogujevci (YUG)     | Calistrat Cuțov (ROU)        |
| 1979  | –63,5 kg | Serik Konakbajev (URS)     | Patrizio Oliva (ITA)      | Carol Hajnal (ROU)         | Karl-Heinz Krüger (GDR)      |
| 1981  | –63,5 kg | Vasilij Šišov (URS)        | Mirko Puzović (YUG)       | Nikolaj Ganev (BUL)        | Dietmar Schwarz (GDR)        |
| 1983  | –63,5 kg | Vasilij Šišov (URS)        | Mirko Puzović (YUG)       | Siegfried Mehnert (GDR)    | Jordan Lesov (BUL)           |
| 1985  | –63,5 kg | Siegfried Mehnert (GDR)    | Imre Bacskai (HUN)        | Mirko Puzović (YUG)        | Vjačeslav Janovskij (URS)    |
| 1987  | –63,5 kg | Borislav Abadžiev (BUL)    | Vjačeslav Janovskij (URS) | Reimo van der Hoeck (NED)  | Søren Søndergaard (DEN)      |
| 1989  | –63,5 kg | Igor Ružnikov (URS)        | Dariusz Czernij (POL)     | Andreas Otto (GDR)         | Christo Furnigov (BUL)       |
| 1991  | –63,5 kg | Konstantin Czju (URS)      | Andreas Zülow (GER)       | Michele Piccirillo (ITA)   | Vukašin Dobrašinović (YUG)   |
| 1993  | –63,5 kg | Nurhan Süleymanoğlu (TUR)  | Oktay Urkal (GER)         | Leonard Doroftei (ROU)     | Armen Gevorgjan (ARM)        |
| 1996  | –63,5 kg | Oktay Urkal (GER)          | Nurhan Süleymanoğlu (TUR) | Radoslav Suslekov (BUL)    | Sergej Bykovskij (BLR)       |
| 1998  | –63,5 kg | Dorel Simion (ROU)         | Nurhan Süleymanoğlu (TUR) | Sergej Bykovskij (BLR)     | Dmitrij Pavlučenko (RUS)     |
| 2000  | –63,5 kg | Alexandr Leonov (RUS)      | Dimitar Štilianov (BUL)   | Nurhan Süleymanoğlu (TUR)  | Willy Blain (FRA)            |
| 2002  | –63,5 kg | Dimitar Štiljanov (BUL)    | Willy Blain (FRA)         | Dmitrij Pavljučenko (RUS)  | Brunet Zamora (ITA)          |
| 2004  | –64 kg   | Alexandr Maletin (RUS)     | Ihor Paščuk (UKR)         | Mustafa Karagöllü (TUR)    | Willy Blain (FRA)            |
| 2006  | –64 kg   | Boris Georgiev (BUL)       | Oleg Komissarov (RUS)     | Gyula Káté (HUN)           | Ionuț Gheorghe (ROU)         |
| 2008  | –64 kg   | Eduard Ambardzumjan (ARM)  | Gyula Káté (HUN)          | John Joe Joyce (IRL)       | Marcin Łęgowski (POL)        |
| 2010  | –64 kg   | Haračik Džavachjan (ARM)   | Gyula Káté (HUN)          | Alexandr Soljanikov (RUS)  | Oleksandr Ključko (UKR)      |
| 2011  | –64 kg   | Raymond Moylett (IRL)      | Thomas Stalker (ENG)      | Vincenzo Mangiacapre (ITA) | Gajbatulla Gadžialijev (AZE) |
| 2013  | –64 kg   | Armen Zakarjan (RUS)       | Dmitri Galagoț (MDA)      | Abdelmalik Ladjali (FRA)   | Artjom Arutjunjan (GER)      |
| 2015  | –64 kg   | Vitalij Dunajcev (RUS)     | Patrick McCormack (GBR)   | Evaldas Petrauskas (LTU)   | Dean Walsh (IRL)             |
| 2017  | –64 kg   | Ovanes Bačkov (ARM)        | Lukas McCormack (ENG)     | Evaldas Petrauskas (LTU)   | Mateusz Polski (POL)         |
| 2019  | –64 kg   | Ovanes Bačkov (ARM)        | Sofiane Oumiha (FRA)      | Enrico Lacruz (NED)        | Lukas McCormack (GBR)        |
| 2022  | –63,5 kg | Ovanes Bačkov (ARM)        | Lounès Hamraoui (FRA)     | Richárd Kovács (HUN)       | Adrián Thiam (ESP)           |
| 2024  | –63,5 kg | [[]] ([[Země\|]])          | [[]] ([[Země\|]])         | [[]] ([[Země\|]])          | [[]] ([[Země\|]])            |

## Velterová váha
| Datum | Kat.     | Zlato                         | Stříbro                   | Bronz                     | Bronz                     |
| ----- | -------- | ----------------------------- | ------------------------- | ------------------------- | ------------------------- |
| 1925  | –66,7 kg | Harald Nielsen (DEN)          | Helge Ahlberg (SWE)       | Hein Müller (GER)         | Hein Müller (GER)         |
| 1927  | –66,7 kg | Romano Caneva (ITA)           | Gustave Roth (BEL)        | István Balázs (HUN)       | István Balázs (HUN)       |
| 1930  | –66,7 kg | Jupp Besselmann (GER)         | Witold Majchrzycki (POL)  | Carl Dehn (NOR)           | Carl Dehn (NOR)           |
| 1934  | –66,7 kg | David McCleave (ENG)          | István Varga (HUN)        | Ole Røisland (NOR)        | Ole Røisland (NOR)        |
| 1937  | –66,7 kg | Michael Murach (GER)          | Imre Mandi (HUN)          | Oscar Ågren (SWE)         | Oscar Ågren (SWE)         |
| 1939  | –66,7 kg | Antoni Kolczyński (POL)       | Erik Ågren (SWE)          | Charles Evenden (IRL)     | Charles Evenden (IRL)     |
| 1947  | –66,7 kg | John Ryan (ENG)               | Charles Humez (FRA)       | Giuseppe Facchi (ITA)     | Giuseppe Facchi (ITA)     |
| 1949  | –66,7 kg | Július Torma (TCH)            | Victor Jörgensen (DEN)    | Guy Toupé (FRA)           | Guy Toupé (FRA)           |
| 1951  | –67 kg   | Zygmunt Chychła (POL)         | Hans Kohlegger (AUT)      | Gert Stråhle (SWE)        | Jacques Dugenier (FRA)    |
| 1953  | –67 kg   | Zygmunt Chychła (POL)         | Sergej Ščerbakov (URS)    | Emile Vlaeminck (BEL)     | Nicolae Linca (ROU)       |
| 1955  | –67 kg   | Nicolo Gargano (ENG)          | Hippolyte Annex (FRA)     | Nicolae Linca (ROU)       | Pavle Šovljanski (YUG)    |
| 1957  | –67 kg   | Manfred Graus (FRG)           | Leopold Potesil (AUT)     | Jurij Gromov (URS)        | Frederick Tiedt (IRL)     |
| 1959  | –67 kg   | Leszek Drogosz (POL)          | Carmelo Bossi (ITA)       | Harry Perry (IRL)         | Bruno Guse (GDR)          |
| 1961  | –67 kg   | Ričardas Tamulis (URS)        | Max Meier (SUI)           | Ian McKenzie (SCO)        | Jean Josselin (FRA)       |
| 1963  | –67 kg   | Ričardas Tamulis (URS)        | Silvano Bertini (ITA)     | János Kálmán (HUN)        | Bohumil Němeček st. (TCH) |
| 1965  | –67 kg   | Ričardas Tamulis (URS)        | Luigi Patruno (ITA)       | Vladimír Kučera st. (TCH) | Detlef Dahn (GDR)         |
| 1967  | –67 kg   | Bohumil Němeček st. (TCH)     | Manfred Wolke (GDR)       | István Gali (HUN)         | Ion Hodoșan (ROU)         |
| 1969  | –67 kg   | Günther Meier (FRG)           | Victor Zilberman (ROU)    | Vladimir Musalimov (URS)  | Ivan Kirjakov (BUL)       |
| 1971  | –67 kg   | János Kajdi (HUN)             | Manfred Wolke (GDR)       | Celal Sandal (TUR)        | Damiano Lassandro (ITA)   |
| 1973  | –67 kg   | Sándor Csjef (HUN)            | Manfred Weidner (GDR)     | Živorad Jelesijević (YUG) | Vladimir Kolev (BUL)      |
| 1975  | –67 kg   | Kalevi Marjamaa (FIN)         | Victor Zilberman (ROU)    | Jerzy Rybicki (POL)       | Ib Bötcher (DEN)          |
| 1977  | –67 kg   | Valerij Limasov (URS)         | Karl-Heinz Krüger (GDR)   | Vasile Cicu (ROU)         | Plamen Jankov (BUL)       |
| 1979  | –67 kg   | Ernst Müller (FRG)            | Sreten Mirković (YUG)     | Ion Budușan (ROU)         | Kalevi Kosunen (FIN)      |
| 1981  | –67 kg   | Serik Konakbajev (URS)        | Karl-Heinz Krüger (GDR)   | Tibor Molnár (HUN)        | Vesa Koskela (SWE)        |
| 1983  | –67 kg   | Pjotr Galkin (URS)            | Luciano Bruno (ITA)       | Kieran Joyce (IRL)        | Mihai Ciubotaru (ROU)     |
| 1985  | –67 kg   | Israel Akopkochjan (URS)      | Joni Nyman (FIN)          | Dragan Vasiljević (YUG)   | Borislav Abadžiev (BUL)   |
| 1987  | –67 kg   | Vasilij Šišov (URS)           | Siegfried Mehnert (GDR)   | Derge Petronijević (YUG)  | Angel Stojanov (BUL)      |
| 1989  | –67 kg   | Siegfried Mehnert (GDR)       | Borislav Abadžiev (BUL)   | Mujo Bajrović (YUG)       | Lóránt Szabó (HUN)        |
| 1991  | –67 kg   | Roberto Welin (SWE)           | Vladimir Jereščenko (URS) | Mujo Bajrović (YUG)       | György Mizsei (HUN)       |
| 1993  | –67 kg   | Vitalijus Karpačiauskas (LTU) | Kenan Öner (TUR)          | Andreas Otto (GER)        | Michail Savičev (BLR)     |
| 1996  | –67 kg   | Hasan Al (DEN)                | Marian Simion (ROU)       | Oleg Saitov (RUS)         | Serhij Dzyndzyruk (UKR)   |
| 1998  | –67 kg   | Oleg Saitov (RUS)             | Serhij Dzyndzyruk (UKR)   | Marian Simion (ROU)       | Vadim Mezga (BLR)         |
| 2000  | –67 kg   | Bülent Ulusoy (TUR)           | Valerij Bražnyk (UKR)     | Darius Jasevičius (LTU)   | Mihály Kótai (HUN)        |
| 2002  | –67 kg   | Timur Gajdalov (RUS)          | Oleksandr Bokalo (UKR)    | Dorel Simion (ROU)        | Sebastian Zbik (GER)      |
| 2004  | –69 kg   | Oleg Saitov (RUS)             | Xavier Noël (FRA)         | Rolandas Jasevičius (LTU) | Ruslan Chairov (AZE)      |
| 2006  | –69 kg   | Andrej Balanov (RUS)          | Spas Genov (BUL)          | Oleksandr Streckyj (UKR)  | Kachaber Džvanija (GEO)   |
| 2008  | –69 kg   | Magomed Nurutdinov (BLR)      | Jack Culcay (GER)         | Abdülkadir Köroğlu (TUR)  | Jaoid Chiguer (FRA)       |
| 2010  | –69 kg   | Balázs Bacskai (HUN)          | Alexis Vastine (FRA)      | Magomed Nurutdinov (BLR)  | Taras Šelesťuk (UKR)      |
| 2011  | –69 kg   | Freddie Evans (WAL)           | Magomed Nurutdinov (BLR)  | Adriani Vastine (FRA)     | Za'al Kvačatadze (GEO)    |
| 2013  | –69 kg   | Alexandr Besputin (RUS)       | Araik Marutjan (GER)      | Bohdan Šelesťuk (UKR)     | Pavel Kostromin (BLR)     |
| 2015  | –69 kg   | Eimantas Stanionis (LTU)      | Pavel Kostromin (BLR)     | Clarence Goyeram (SWE)    | Youba Sissokho (ESP)      |
| 2017  | –69 kg   | Abbas Baraou (GER)            | Patrick McCormack (ENG)   | Jevhen Barabanov (UKR)    | Vasile Belous (MDA)       |
| 2019  | –69 kg   | Patrick McCormack (GBR)       | Chariton Agrba (RUS)      | Lorenzo Sotomayor (AZE)   | Jevhen Barabanov (UKR)    |
| 2022  | –67 kg   | Vahid Abasov (SRB)            | Laša Guruli (GEO)         | Alexandru Paraschiv (MDA) | Ioan Croft (WAL)          |
| 2024  | –67 kg   | [[]] ([[Země\|]])             | [[]] ([[Země\|]])         | [[]] ([[Země\|]])         | [[]] ([[Země\|]])         |

## Lehká střední váha
| Datum | Kat.   | Zlato                        | Stříbro                  | Bronz                   | Bronz                        |
| ----- | ------ | ---------------------------- | ------------------------ | ----------------------- | ---------------------------- |
| 1951  | –71 kg | László Papp (HUN)            | Jens Andersen (DEN)      | Alfred Paliński (POL)   | Alfred Lay (ENG)             |
| 1953  | –71 kg | Bruce Wells (ENG)            | Max Resch (FRG)          | Boris Tišin (URS)       | Zbigniew Pietrzykowski (POL) |
| 1955  | –71 kg | Zbigniew Pietrzykowski (POL) | Karlos Džanerjan (URS)   | Rolf Caroli (GDR)       | Marcel Pigou (FRA)           |
| 1957  | –71 kg | Nino Benvenuti (ITA)         | Tadeusz Walasek (POL)    | Rolf Caroli (GDR)       | Ivan Sobolev (URS)           |
| 1959  | –71 kg | Nino Benvenuti (ITA)         | Henryk Dampc (POL)       | Rolf Caroli (GDR)       | Dragoslav Jakovljević (YUG)  |
| 1961  | –71 kg | Boris Lagutin (URS)          | Hans-Dieter Neidel (GDR) | Erich Schichta (FRG)    | Virgil Badea (ROU)           |
| 1963  | –71 kg | Boris Lagutin (URS)          | Andrew Wyper (SCO)       | Siegfried Olesch (GDR)  | Virgil Badea (ROU)           |
| 1965  | –71 kg | Viktor Agejev (URS)          | Angel Dojčev (BUL)       | Anton Schnedl (AUT)     | Mario Casati (ITA)           |
| 1967  | –71 kg | Viktor Agejev (URS)          | Witold Stachurski (POL)  | Vojtech Stantien (TCH)  | Ion Covaci (ROU)             |
| 1969  | –71 kg | Valerij Tregubov (URS)       | Bruno Facchetti (ITA)    | Ion Covaci (ROU)        | Thomas Imrie (SCO)           |
| 1971  | –71 kg | Valerij Tregubov (URS)       | Svetomir Belić (YUG)     | János Győrffy (ROU)     | Wiesław Rudkowski (POL)      |
| 1973  | –71 kg | Anatolij Klimanov (URS)      | Wiesław Rudkowski (POL)  | Sandu Tîrîlă (ROU)      | Peter Tiepold (GDR)          |
| 1975  | –71 kg | Wiesław Rudkowski (POL)      | Viktor Savčenko (URS)    | Franz Dorfer (AUT)      | Mihály Rapcsák (HUN)         |
| 1977  | –71 kg | Viktor Savčenko (URS)        | Markus Intlekofer (FRG)  | Kalevi Marjamaa (FIN)   | Jerzy Rybicki (POL)          |
| 1979  | –71 kg | Miodrag Perunović (YUG)      | Viktor Savčenko (URS)    | Rostislav Osička (TCH)  | Markus Intlekofer (FRG)      |
| 1981  | –71 kg | Alexandr Koškin (URS)        | Miodrag Perunović (YUG)  | Michail Takov (BUL)     | Imre Némedi (HUN)            |
| 1983  | –71 kg | Valerij Laptěv (URS)         | Ralf Hunger (GDR)        | Michail Takov (BUL)     | Gheorghe Simion (ROU)        |
| 1985  | –71 kg | Michael Timm (GDR)           | Babken Saradjan (URS)    | Sándor Hranek (HUN)     | Michail Takov (BUL)          |
| 1987  | –71 kg | Enrico Richter (GDR)         | Viktor Jegorov (URS)     | Neville Brown (ENG)     | Marian Gavrilă (ROU)         |
| 1989  | –71 kg | Israel Akopkochjan (URS)     | Rudel Obreja (ROU)       | Rosen Ibišev (BUL)      | Enrico Richter (GDR)         |
| 1991  | –71 kg | Israel Akopkochjan (URS)     | Torsten Schmitz (GER)    | Jan Dydak (POL)         | Ole Klemetsen (NOR)          |
| 1993  | –71 kg | Francisc Vaștag (ROU)        | Orhan Delibaş (NED)      | Chusejn Kurbanov (RUS)  | Bert Schenk (GER)            |
| 1996  | –71 kg | Francisc Vaștag (ROU)        | Markus Beyer (GER)       | Pavol Polakovič (CZE)   | György Mizsei (HUN)          |
| 1998  | –71 kg | Frédéric Esther (FRA)        | Ercüment Aslan (TUR)     | Adrian Diaconu (ROU)    | Christopher Bessey (ENG)     |
| 2000  | –71 kg | Adnan Ćatić (GER)            | Andrej Mišin (RUS)       | Nikola Sjekloća (YUG)   | Dmitrij Usagin (BUL)         |
| 2002  | –71 kg | Andrej Mišin (RUS)           | Lukas Wilaschek (GER)    | Ion Gaivan (MDA)        | Marian Simion (ROU)          |
| 2022  | –71 kg | Harris Akbar (ENG)           | Garan Croft (WAL)        | Jurij Zacharjejev (UKR) | Magomed Šachidov (GER)       |
| 2024  | –71 kg | [[]] ([[Země\|]])            | [[]] ([[Země\|]])        | [[]] ([[Země\|]])       | [[]] ([[Země\|]])            |

## Střední váha
| Datum | Kat.     | Zlato                        | Stříbro                     | Bronz                       | Bronz                       |
| ----- | -------- | ---------------------------- | --------------------------- | --------------------------- | --------------------------- |
| 1925  | –72,6 kg | Francis Crawley (ENG)        | Hans Holdt (DEN)            | Franz Krüppel (GER)         | Franz Krüppel (GER)         |
| 1927  | –72,6 kg | Edgar Christensen (NOR)      | Wilhelm Maier (GER)         | Olof Falk (SWE)             | Olof Falk (SWE)             |
| 1930  | –72,6 kg | Clemente Meroni (ITA)        | Lajos Szigeti (HUN)         | John Andersson (SWE)        | John Andersson (SWE)        |
| 1934  | –72,6 kg | Lajos Szigeti (HUN)          | Witold Majchrzycki (POL)    | Alfredo Neri (ITA)          | Alfredo Neri (ITA)          |
| 1937  | –72,6 kg | Henryk Chmielewski (POL)     | Gerhardus Dekkers (NED)     | Bruno Zorzenone (ITA)       | Bruno Zorzenone (ITA)       |
| 1939  | –72,6 kg | Anton Raadik (EST)           | Józef Pisarski (POL)        | Oskar Ågren (SWE)           | Oskar Ågren (SWE)           |
| 1947  | –72,6 kg | Aimé-Joseph Escudie (FRA)    | Walter Thom (ENG)           | Július Torma (TCH)          | Július Torma (TCH)          |
| 1949  | –72,6 kg | László Papp (HUN)            | Stig Sjölin (SWE)           | Ivano Fontana (ITA)         | Ivano Fontana (ITA)         |
| 1951  | –75 kg   | Stig Sjölin (SWE)            | Günther Sladky (FRG)        | Hans Niederhauser (SUI)     | Jean Lalaounis (FRA)        |
| 1953  | –75 kg   | Dieter Wemhöner (FRG)        | Bedřich Koutný (TCH)        | Stig Sjölin (SWE)           | Ronald Barton (ENG)         |
| 1955  | –75 kg   | Gennadij Šatkov (URS)        | Stig Sjölin (SWE)           | Dieter Wemhöner (FRG)       | Bedřich Koutný (TCH)        |
| 1957  | –75 kg   | Zbigniew Pietrzykowski (POL) | Dragoslav Jakovljević (YUG) | Karl Schoenberg (FRG)       | Paul Nickel (GDR)           |
| 1959  | –75 kg   | Gennadij Šatkov (URS)        | Tadeusz Walasek (POL)       | Colm McCoy (IRL)            | Harry Scott (ENG)           |
| 1961  | –75 kg   | Tadeusz Walasek (POL)        | Jevgenij Feofanov (URS)     | Franz Frauenlob (AUT)       | Dragoslav Jakovljević (YUG) |
| 1963  | –75 kg   | Valerij Popenčenko (URS)     | Ion Monea (ROU)             | Dragoslav Jakovljević (YUG) | Emil Schulz (FRG)           |
| 1965  | –75 kg   | Valerij Popenčenko (URS)     | William Robinson (ENG)      | Lucjan Słowakiewicz (POL)   | Wolfgang Trödler (GDR)      |
| 1967  | –75 kg   | Mario Casati (ITA)           | Alexej Kiseljov (URS)       | Jan Hejduk (TCH)            | Gheorghe Chivar (ROU)       |
| 1969  | –75 kg   | Vladimir Tarasenkov (URS)    | Mate Parlov (YUG)           | Simon Georgiev (BUL)        | Reima Virtanen (FIN)        |
| 1971  | –75 kg   | Juozas Juocevičius (URS)     | Alec Năstac (ROU)           | Hans-Joachim Brauske (GDR)  | Reima Virtanen (FIN)        |
| 1973  | –75 kg   | Vjačeslav Lemešev (URS)      | Alec Năstac (ROU)           | Pierre Gomez (FRA)          | Witold Stachurski (POL)     |
| 1975  | –75 kg   | Vjačeslav Lemešev (URS)      | Bernd Wittenburg (GDR)      | Zdeněk Tykva (TCH)          | Jacek Kucharczyk (POL)      |
| 1977  | –75 kg   | Leonid Šapošnykov (URS)      | Bernd Wittenburg (GDR)      | Svatopluk Žáček (TCH)       | Ilijan Angelov (BUL)        |
| 1979  | –75 kg   | Tarmo Uusivirta (FIN)        | Valentin Silaghi (ROU)      | Manfred Gebauer (GDR)       | László Pem (HUN)            |
| 1981  | –75 kg   | Jurij Torbek (URS)           | Pedro van Raamsdonk (NED)   | Valentin Silaghi (ROU)      | Zygmunt Gosiewski (POL)     |
| 1983  | –75 kg   | Vladimir Melnik (URS)        | Doru Maricescu (ROU)        | Nusret Redžepi (YUG)        | Henry Maske (GDR)           |
| 1985  | –75 kg   | Henry Maske (GDR)            | Zoltán Füzesy (HUN)         | Filko Ruščukliev (BUL)      | Doru Maricescu (ROU)        |
| 1987  | –75 kg   | Henry Maske (GDR)            | Henryk Petrich (POL)        | Ruslan Taramov (URS)        | Esa Hukkanen (FIN)          |
| 1989  | –75 kg   | Henry Maske (GDR)            | Michal Franek (TCH)         | Daniel Krumov (BUL)         | Andrej Kurňavka (URS)       |
| 1991  | –75 kg   | Sven Ottke (GER)             | Michal Franek (TCH)         | Alexandr Lebzjak (URS)      | Robert Buda (POL)           |
| 1993  | –75 kg   | Dirk Eigenbrodt (GER)        | Alexandr Lebzjak (RUS)      | Akın Kuloğlu (TUR)          | Oleksandr Davydenko (UKR)   |
| 1996  | –75 kg   | Sven Ottke (GER)             | Zsolt Erdei (HUN)           | Alexandr Lebzjak (RUS)      | Jean-Paul Mendy (FRA)       |
| 1998  | –75 kg   | Zsolt Erdei (HUN)            | Brian Magee (IRL)           | Jean-Paul Mendy (FRA)       | Dmitrij Strelčinin (RUS)    |
| 2000  | –75 kg   | Zsolt Erdei (HUN)            | Stjepan Božić (CRO)         | Juha Ruokola (FIN)          | Oleksandr Zubrihin (UKR)    |
| 2002  | –75 kg   | Oleh Maškin (UKR)            | Károly Balzsay (HUN)        | Jani Rauhala (FIN)          | Mamadou Diambang (FRA)      |
| 2004  | –75 kg   | Gajdarbek Gajdarbekov (RUS)  | Lukas Wilaschek (GER)       | Džavid Tagijev (AZE)        | Andrew Lee (IRL)            |
| 2006  | –75 kg   | Matvej Korobov (RUS)         | Rahib Bajlarov (AZE)        | Fundo Mhura (SCO)           | Oleksandr Usyk (UKR)        |
| 2008  | –75 kg   | Ivan Senaj (UKR)             | Maxim Kopťakov (RUS)        | Eamon O'Kane (IRL)          | Victor Cotiujanschi (MDA)   |
| 2010  | –75 kg   | Arťom Čebotarov (RUS)        | Darren O'Neill (IRL)        | Nikolaj Veselov (BLR)       | Mladen Manev (BUL)          |
| 2011  | –75 kg   | Maxim Kopťakov (RUS)         | Adem Kılıçcı (TUR)          | Džaba Chositašvili (GEO)    | Dmytro Mytrofanov (UKR)     |
| 2013  | –75 kg   | Jason Quigley (IRL)          | Bogdan Juratoni (ROU)       | Jevhen Chytrov (UKR)        | Zoltán Harcsa (HUN)         |
| 2015  | –75 kg   | Pjotr Chamukov (RUS)         | Tomasz Jabłoński (POL)      | Za'al Kvačatadze (GEO)      | Salvatore Cavallaro (ITA)   |
| 2017  | –75 kg   | Oleksandr Chyžňak (UKR)      | Kamran Šachsuvarly (AZE)    | Salvatore Cavallaro (ITA)   | Zoltán Harcsa (HUN)         |
| 2019  | –75 kg   | Oleksandr Chyžňak (UKR)      | Salvatore Cavallaro (ITA)   | Andrej Csemez (SVK)         | Michael Nevin (IRL)         |
| 2022  | –75 kg   | Gabriel Dossen (IRL)         | Lewis Richardson (ENG)      | Salvatore Cavallaro (ITA)   | Samuel Hickey (SCO)         |
| 2024  | –75 kg   | [[]] ([[Země\|]])            | [[]] ([[Země\|]])           | [[]] ([[Země\|]])           | [[]] ([[Země\|]])           |

## Polotěžká váha
| Datum | Kat.     | Zlato                        | Stříbro                     | Bronz                       | Bronz                         |
| ----- | -------- | ---------------------------- | --------------------------- | --------------------------- | ----------------------------- |
| 1925  | –79,4 kg | Thyge Petersen (DEN)         | Nils Ramm (SWE)             | Karel Miljon (NED)          | Karel Miljon (NED)            |
| 1927  | –79,4 kg | Hein Müller (GER)            | Karel Miljon (NED)          | Klas Engstreom (SWE)        | Klas Engstreom (SWE)          |
| 1930  | –79,4 kg | Thyge Petersen (DEN)         | Albert Leidmann (GER)       | Mario Lenzi (ITA)           | Mario Lenzi (ITA)             |
| 1934  | –79,4 kg | Hans Zehetmayer (AUT)        | Roman Antczak (POL)         | Wilhelm Pürsch (GER)        | Wilhelm Pürsch (GER)          |
| 1937  | –79,4 kg | Luigi Musina (ITA)           | Franciszek Szymura (POL)    | Lajos Szigeti (HUN)         | Lajos Szigeti (HUN)           |
| 1939  | –79,4 kg | Luigi Musina (ITA)           | Franciszek Szymura (POL)    | Lajos Szigeti (HUN)         | Lajos Szigeti (HUN)           |
| 1947  | –79,4 kg | Henk Quentemeijer (NED)      | Léon Nowiaz (FRA)           | Vital L'Hoste (BEL)         | Vital L'Hoste (BEL)           |
| 1949  | –79,4 kg | Giacomo di Segni (ITA)       | Otakar Rademacher (TCH)     | Wilhelm Schagen (NED)       | Wilhelm Schagen (NED)         |
| 1951  | –81 kg   | Marcel Limage (BEL)          | Bjarne Lingås (NOR)         | Rolf Storm (SWE)            | Gianbattista Alfonsetti (ITA) |
| 1953  | –81 kg   | Ulrich Nitzschke (GDR)       | Tadeusz Grzelak (POL)       | Helmut Pfirrmann (FRG)      | Jurij Jegorov (URS)           |
| 1955  | –81 kg   | Erich Schöppner (FRG)        | Ulrich Nitzschke (GDR)      | Július Torma (TCH)          | Ottavio Panunzi (ITA)         |
| 1957  | –81 kg   | Gheorghe Negrea (ROU)        | Petar Stankov (BUL)         | László Csabajszky (HUN)     | Zdeněk Cipro (TCH)            |
| 1959  | –81 kg   | Zbigniew Pietrzykowski (POL) | Gheorghe Negrea (ROU)       | Giulio Saraudi (ITA)        | Leonid Seňkin (URS)           |
| 1961  | –81 kg   | Giulio Saraudi (ITA)         | Gheorghe Negrea (ROU)       | Zdzisław Józefowicz (POL)   | John Bodell (ENG)             |
| 1963  | –81 kg   | Zbigniew Pietrzykowski (POL) | Danas Pozniakas (URS)       | František Poláček (TCH)     | Bernard Thebault (FRA)        |
| 1965  | –81 kg   | Danas Pozniakas (URS)        | Peter Gerber (FRG)          | Béla Horváth (SUI)          | Bernd Anders (GDR)            |
| 1967  | –81 kg   | Danas Pozniakas (URS)        | Peter Gerber (FRG)          | Cosimo Pinto (ITA)          | Ion Monea (ROU)               |
| 1969  | –81 kg   | Danas Pozniakas (URS)        | Ion Monea (ROU)             | Ralf Jensen (DEN)           | Jürgen Schlegel (GDR)         |
| 1971  | –81 kg   | Mate Parlov (YUG)            | Ottomar Sachse (GDR)        | Ralf Jensen (DEN)           | Horst Stump (ROU)             |
| 1973  | –81 kg   | Mate Parlov (YUG)            | Janusz Gortat (POL)         | Sjeng Verstappen (NED)      | Oleg Korotajev (URS)          |
| 1975  | –81 kg   | Anatolij Klimanov (URS)      | Georgi Stojmenov (BUL)      | Radovan Bisić (YUG)         | Ottomar Sachse (GDR)          |
| 1977  | –81 kg   | Davit Kvačadze (URS)         | Ottomar Sachse (GDR)        | Rauno Pellikainen (FIN)     | János Győrffy (ROU)           |
| 1979  | –81 kg   | Albert Nikoljan (URS)        | Tadija Kačar (YUG)          | Paweł Skrzecz (POL)         | Georgică Donici (ROU)         |
| 1981  | –81 kg   | Alexandr Krupin (URS)        | Georgică Donici (ROU)       | Kurt Seiler (FRG)           | Ondrej Pustai (TCH)           |
| 1983  | –81 kg   | Vitalij Kačanovskyj (URS)    | Paweł Skrzecz (POL)         | Pero Tadić (YUG)            | Eyüp Çiftçi (TUR)             |
| 1985  | –81 kg   | Nurmagomed Šanavazov (URS)   | Markus Bott (FRG)           | John Beckles (ENG)          | Pero Tadić (YUG)              |
| 1987  | –81 kg   | Jurij Vaulin (URS)           | Rene Ryl (GDR)              | Ahmet Çanbakış (TUR)        | Andrea Magi (ITA)             |
| 1989  | –81 kg   | Sven Lange (GDR)             | Lajos Erös (HUN)            | Sergej Kobozev (URS)        | Kai Helenius (FIN)            |
| 1991  | –81 kg   | Dariusz Michalczewski (GER)  | Peter Zwezerijnen (NED)     | Marcel Bereșoaie (ROU)      | Rostislav Zauličnyj (URS)     |
| 1993  | –81 kg   | Igor Kšinin (RUS)            | Sinan Şamil Sam (TUR)       | Rostislav Zauličnyj (UKR)   | Sven Ottke (GER)              |
| 1996  | –81 kg   | Pietro Aurino (ITA)          | Jean-Louis Mandengue (FRA)  | Yusuf Öztürk (TUR)          | Dmitrij Vybornov (RUS)        |
| 1998  | –81 kg   | Alexandr Lebzjak (RUS)       | Courtney Fry (ENG)          | Tomasz Adamek (POL)         | Claudio Rîșco (ROU)           |
| 2000  | –81 kg   | Alexandr Lebzjak (RUS)       | Claudio Rîșco (ROU)         | Milorad Gajović (YUG)       | Ali Ismajilov (AZE)           |
| 2002  | –81 kg   | Michail Gala (RUS)           | John Dovi (FRA)             | Viktor Perun (UKR)          | István Szucs (HUN)            |
| 2004  | –81 kg   | Jevgenij Makarenko (RUS)     | Marijo Šivolija (CRO)       | Aleksy Kuziemski (POL)      | Andrij Fedčuk (UKR)           |
| 2006  | –81 kg   | Artur Beterbijev (RUS)       | Ismail Sillach (UKR)        | Kenneth Egan (IRL)          | Constantin Bejenaru (ROU)     |
| 2008  | –81 kg   | Oleksandr Usyk (UKR)         | Sergej Kornějev (BLR)       | René Krause (GER)           | Nikolajs Grišuņins (LAT)      |
| 2010  | –81 kg   | Artur Beterbijev (RUS)       | Abdelkader Bouhenia (FRA)   | Artur Chačaturjan (ARM)     | Kenneth Egan (IRL)            |
| 2011  | –81 kg   | Joseph Ward (IRL)            | Nikita Ivanov (RUS)         | Imre Szellő (HUN)           | Hrvoje Sep (CRO)              |
| 2013  | –81 kg   | Nikita Ivanov (RUS)          | Peter Müllenberg (NED)      | Petru Ciobanu (MDA)         | Sergej Novikov (BLR)          |
| 2015  | –81 kg   | Joseph Ward (IRL)            | Peter Müllenberg (NED)      | Hrvoje Sep (CRO)            | Joshua Buatsi (GBR)           |
| 2017  | –81 kg   | Joseph Ward (IRL)            | Muslim Gadžimagomedov (RUS) | Valentino Manfredonia (ITA) | Damir Plantić (CRO)           |
| 2019  | –81 kg   | Loren Alfonso (AZE)          | Benjamin Whittaker (GBR)    | Simone Fiori (ITA)          | Gor Nersesjan (ARM)           |
| 2022  | –80 kg   | Arťom Agajev (SRB)           | Alfred Commey (ITA)         | Luka Plantić (CRO)          | Ivan Sapun (UKR)              |
| 2024  | –80 kg   | [[]] ([[Země\|]])            | [[]] ([[Země\|]])           | [[]] ([[Země\|]])           | [[]] ([[Země\|]])             |

## Lehká těžká váha
| Datum | Kat.   | Zlato                    | Stříbro                 | Bronz                 | Bronz                    |
| ----- | ------ | ------------------------ | ----------------------- | --------------------- | ------------------------ |
| 2022  | –86 kg | Giorgi Kušitašvili (GEO) | Rafajel Ovanisjan (ARM) | Andrei Arădoaie (ROU) | Tomasz Niedźwiecki (POL) |
| 2024  | –86 kg | [[]] ([[Země\|]])        | [[]] ([[Země\|]])       | [[]] ([[Země\|]])     | [[]] ([[Země\|]])        |

## Těžká váha
| Datum | Kat.     | Zlato                       | Stříbro                      | Bronz                     | Bronz                        |
| ----- | -------- | --------------------------- | ---------------------------- | ------------------------- | ---------------------------- |
| 1925  | +79,4 kg | Bror Persson (SWE)          | Dudley Lister (ENG)          | Helmut Siewart (GER)      | Helmut Siewart (GER)         |
| 1927  | +79,4 kg | Nils Ramm (SWE)             | Hans Schönrath (GER)         | Jacob Michaelsen (DEN)    | Jacob Michaelsen (DEN)       |
| 1930  | +79,4 kg | Jacob Michaelsen (DEN)      | Bertil Molander (SWE)        | Heinz Hinzmann (GER)      | Heinz Hinzmann (GER)         |
| 1934  | +79,4 kg | Gunnar Bärlund (FIN)        | Herbert Runge (GER)          | Patrick Floyd (ENG)       | Patrick Floyd (ENG)          |
| 1937  | +79,4 kg | Olle Tandberg (SWE)         | Herbert Runge (GER)          | Erling Nilsen (NOR)       | Erling Nilsen (NOR)          |
| 1939  | +79,4 kg | Olle Tandberg (SWE)         | Nemesio Lazzari (ITA)        | Herbert Runge (GER)       | Herbert Runge (GER)          |
| 1947  | +79,4 kg | Gerry Ó Colmáin (IRL)       | George Scriven (ENG)         | Giulio Bastiani (ITA)     | Giulio Bastiani (ITA)        |
| 1949  | +79,4 kg | László Bene (HUN)           | Raymond Degl'Innocenti (FRA) | Uber Baccilieri (ITA)     | Uber Baccilieri (ITA)        |
| 1951  | +81 kg   | Giacomo di Segni (ITA)      | Edgar Gorgas (FRG)           | José Peyre (BEL)          | Jan Dyckman (NED)            |
| 1953  | +81 kg   | Algirdas Šocikas (URS)      | Bogdan Węgrzyniak (POL)      | Hermann Schreibauer (FRG) | Tomislav Krizmanić (YUG)     |
| 1955  | +81 kg   | Algirdas Šocikas (URS)      | Horst Witterstein (FRG)      | Horymír Netuka (TCH)      | Francis Magnetto (FRA)       |
| 1957  | +81 kg   | Andrej Abramov (URS)        | Vasile Mariutan (ROU)        | Branislav Davidović (YUG) | Josef Němec (TCH)            |
| 1959  | +81 kg   | Andrej Abramov (URS)        | David Thomas (ENG)           | Josef Němec (TCH)         | Władysław Jędrzejewski (POL) |
| 1961  | +81 kg   | Andrej Abramov (URS)        | Benito Penna (ITA)           | Zbigniew Gugniewicz (POL) | Günter Siegmund (GDR)        |
| 1963  | +81 kg   | Josef Němec (TCH)           | Andrej Abramov (URS)         | Karl Degenhardt (GDR)     | Dante Cane (ITA)             |
| 1965  | +81 kg   | Alexandr Izosimov (URS)     | Kiril Pandov (BUL)           | Dušan Rybanský (TCH)      | Ernő Szénási (HUN)           |
| 1967  | +81 kg   | Mario Baruzzi (ITA)         | Peter Boddington (ENG)       | Kiril Pandov (BUL)        | Jürgen Schlegel (GDR)        |
| 1969  | +81 kg   | Ion Alexe (ROU)             | Kiril Pandov (BUL)           | Peter Hussing (FRG)       | Ludwik Denderys (POL)        |
| 1971  | +81 kg   | Vladimir Černyšov (URS)     | Peter Hussing (FRG)          | Leslie Stevens (ENG)      | Ludwik Denderys (POL)        |
| 1973  | +81 kg   | Viktor Uljanič (URS)        | Peter Hussing (FRG)          | Ion Alexe (ROU)           | Atanas Suvandžiev (BUL)      |
| 1975  | +81 kg   | Andrzej Biegalski (POL)     | Viktor Uljanič (URS)         | Garfield McEwan (ENG)     | Mircea Simon (ROU)           |
| 1977  | +81 kg   | Jevgenij Gorstkov (URS)     | Jürgen Fanghänel (GDR)       | Mircea Șimon (ROU)        | Atanas Suvandžiev (BUL)      |
| 1979  | –91 kg   | Jevgenij Gorstkov (URS)     | Werner Kohnert (GDR)         | Roger Andersson (SWE)     | Ion Cernat (ROU)             |
| 1981  | –91 kg   | Oleksandr Jahubkin (URS)    | Jürgen Fanghänel (GDR)       | Ion Cernat (ROU)          | Vasil Bosakov (BUL)          |
| 1983  | –91 kg   | Oleksandr Jahubkin (URS)    | Gyula Alvics (HUN)           | Paul Golumbeanu (ROU)     | Grzegorz Skrzecz (POL)       |
| 1985  | –91 kg   | Oleksandr Jahubkin (URS)    | Gyula Alvics (HUN)           | Arnold Vanderlyde (NED)   | Dejan Kirilov (BUL)          |
| 1987  | –91 kg   | Arnold Vanderlyde (NED)     | Ramzan Sebijev (URS)         | Svilen Rusinov (BUL)      | Luigi Gaudiano (ITA)         |
| 1989  | –91 kg   | Arnold Vanderlyde (NED)     | Axel Schulz (GDR)            | Andrzej Gołota (POL)      | Bert Teuchert (FRG)          |
| 1991  | –91 kg   | Arnold Vanderlyde (NED)     | Jorgos Stefanopulos (GRE)    | Péter Hart (HUN)          | Jevgenij Sudakov (URS)       |
| 1993  | –91 kg   | Giorgi Kandelaki (GEO)      | Don Diego Poeder (NED)       | Daniel Williams (ENG)     | Jorgos Stefanopulos (GRE)    |
| 1996  | –91 kg   | Luan Krasniqi (GER)         | Christophe Mendy (FRA)       | Wojciech Bartnik (POL)    | Kwamena Turkson (SWE)        |
| 1998  | –91 kg   | Giacobbe Fragomeni (ITA)    | Sergej Dyčkov (BLR)          | Jevgenij Makarenko (RUS)  | Kwamena Turkson (SWE)        |
| 2000  | –91 kg   | Jackson Chanet (FRA)        | Sultan Ibragimov (RUS)       | Emil Garai (HUN)          | Andreas Gustavsson (SWE)     |
| 2002  | –91 kg   | Jevgenij Makarenko (RUS)    | Vjačeslav Uželkov (UKR)      | Marat Tovmasjan (ARM)     | Viktor Zujev (BLR)           |
| 2004  | –91 kg   | Alexandr Alexejev (RUS)     | Viktor Zujev (BLR)           | Vedran Đipalo (CRO)       | Ertuğrul Ergezen (TUR)       |
| 2006  | –91 kg   | Denys Pojacyka (UKR)        | Roman Romančuk (RUS)         | Alexandr Povernov (GER)   | Elčin Alizada (AZE)          |
| 2008  | –91 kg   | Jegor Mechoncev (RUS)       | Colak Ananikjan (ARM)        | Petrișor Gănănău (ROU)    | József Darmos (HUN)          |
| 2010  | –91 kg   | Jegor Mechoncev (RUS)       | Tervel Pulev (BUL)           | Denys Pojacyka (UKR)      | József Darmos (HUN)          |
| 2011  | –91 kg   | Tejmur Mammadov (AZE)       | Tervel Pulev (BUL)           | Bahram Muzaffer (TUR)     | Johann Witt (GER)            |
| 2013  | –91 kg   | Alexej Jegorov (RUS)        | Tejmur Mammadov (AZE)        | Denys Pojacyka (UKR)      | Emir Ahmatović (GER)         |
| 2015  | –91 kg   | Jevgenij Tiščenko (RUS)     | Igor Jakubowski (POL)        | Tervel Pulev (BUL)        | Nikolajs Grišuņins (LAT)     |
| 2017  | –91 kg   | Jevgenij Tiščenko (RUS)     | Chevon Clarke (ENG)          | Paul Omba-Biongolo (FRA)  | Roy Korving (NED)            |
| 2019  | –91 kg   | Muslim Gadžimagomedov (RUS) | Vladislav Smjaglikov (BLR)   | Toni Filipi (CRO)         | Cheavon Clarke (GBR)         |
| 2022  | –92 kg   | Abbes Mouhiidine (ITA)      | Enmanuel Reyes (ESP)         | Lewis Williams (ENG)      | Narek Manasjan (ARM)         |
| 2024  | –92 kg   | [[]] ([[Země\|]])           | [[]] ([[Země\|]])            | [[]] ([[Země\|]])         | [[]] ([[Země\|]])            |

## Supertěžká váha
| Datum | Kat.   | Zlato                       | Stříbro                  | Bronz                   | Bronz                       |
| ----- | ------ | --------------------------- | ------------------------ | ----------------------- | --------------------------- |
| 1979  | +91 kg | Peter Hussing (FRG)         | Ferenc Somodi (HUN)      | Jürgen Fanghänel (GDR)  | Choren Indžejan (URS)       |
| 1981  | +91 kg | Francesco Damiani (ITA)     | Vjačeslav Jakovlev (URS) | Ulli Kaden (GDR)        | Aziz Salihu (YUG)           |
| 1983  | +91 kg | Francesco Damiani (ITA)     | Ulli Kaden (GDR)         | Petar Stoymenov (BUL)   | Alexandr Mirošnyčenko (URS) |
| 1985  | +91 kg | Ferenc Somodi (HUN)         | Vjačeslav Jakovlev (URS) | Aziz Salihu (YUG)       | Janusz Zarenkiewicz (POL)   |
| 1987  | +91 kg | Ulli Kaden (GDR)            | Oleksandr Jahubkin (URS) | Petar Stojmenov (BUL)   | Biagio Chianese (ITA)       |
| 1989  | +91 kg | Ulli Kaden (GDR)            | Jorgos Cachakis (GRE)    | Svilen Rusinov (BUL)    | Alexandr Mirošnyčenko (URS) |
| 1991  | +91 kg | Jevgenij Belousov (URS)     | Andreas Schnieders (GER) | Brian Nielsen (DEN)     | Svilen Rusinov (BUL)        |
| 1993  | +91 kg | Svilen Rusinov (BUL)        | Zurab Sarsanija (GEO)    | Mika Kihlström (FIN)    | Kevin McCormack (WAL)       |
| 1996  | +91 kg | Alexej Lezin (RUS)          | Volodymyr Klyčko (UKR)   | Attila Levin (SWE)      | René Monse (GER)            |
| 1998  | +91 kg | Alexej Lezin (RUS)          | Volodymyr Lazebnyk (UKR) | Tufik Basisi (ISR)      | Sinan Şamil Sam (TUR)       |
| 2000  | +91 kg | Alexej Lezin (RUS)          | Paolo Vidoz (ITA)        | Cengiz Koç (GER)        | Bagrat Oganjan (ARM)        |
| 2002  | +91 kg | Alexandr Povetkin (RUS)     | Roberto Cammarelle (ITA) | Sebastian Köber (GER)   | Artem Carikov (UKR)         |
| 2004  | +91 kg | Alexandr Povetkin (RUS)     | Roberto Cammarelle (ITA) | Jaroslavas Jakšto (LTU) | Sergej Rožnov (BLR)         |
| 2006  | +91 kg | Islam Timurzijev (RUS)      | Robert Helenius (FIN)    | Kurban Günebakan (TUR)  | Kubrat Pulev (BUL)          |
| 2008  | +91 kg | Kubrat Pulev (BUL)          | Děnis Sergejev (RUS)     | Memnun Hadžić (BIH)     | Roman Kapitonenko (UKR)     |
| 2010  | +91 kg | Sergej Kuzmin (RUS)         | Viktor Zujev (BLR)       | Jused Abdelganí (ISR)   | Roman Kapitonenko (UKR)     |
| 2011  | +91 kg | Magomed Omarov (RUS)        | Roberto Cammarelle (ITA) | Micheil Bachtydze (GEO) | Mihai Nistor (ROU)          |
| 2013  | +91 kg | Magomedrasul Medžidov (AZE) | Sergej Kuzmin (RUS)      | Viktor Zujev (BLR)      | Joseph Joyce (ENG)          |
| 2015  | +91 kg | Filip Hrgović (CRO)         | Florian Schulz (GER)     | Mihai Nistor (ROU)      | Petar Belberov (BUL)        |
| 2017  | +91 kg | Viktor Vychryst (UKR)       | Frazer Clarke (ENG)      | Djamili Aboudou (FRA)   | Maxim Babanin (RUS)         |
| 2019  | +91 kg | Viktor Vychryst (UKR)       | Mourad Aliev (FRA)       | Marko Milun (CRO)       | Nelvie Tiafack (GER)        |
| 2022  | +92 kg | Nelvie Tiafack (GER)        | Ayoub Ghadfa (ESP)       | Delicious Orie (ENG)    | Ahmed Hagag (AUT)           |
| 2024  | +92 kg | [[]] ([[Země\|]])           | [[]] ([[Země\|]])        | [[]] ([[Země\|]])       | [[]] ([[Země\|]])           |